# Horany (rejon złoczowski)
Horany (ukr. Орани) – wieś na Ukrainie w rejonie złoczowskim obwodu lwowskiego.
Do 2020 w rejonie brodzkim. 